# العراق في الألعاب الأولمبية الصيفية 1988
العراق تنافست في الألعاب الأولمبية الصيفية 1988 في سيئول، كوريا الجنوبية.

## النتائج حسب الفعالية

### الملاكمة
وزن الذبابة رجال (– 51 كغ)
- أمير حسين
  1. الجولة الأولى — خسر أمام جمال الكومي (مصر)، 1:4

### كرة القدم
- مرحلة المجموعات

| العراق                       | 2–2   | زامبيا                   |
| ---------------------------- | ----- | ------------------------ |
| راضي 36' (ركلة.) · علاوي 71' | تقرير | نيريندا 44' · بواليا 66' |

| العراق                                      | 3–0   | غواتيمالا |
| ------------------------------------------- | ----- | --------- |
| راضي 57' · جبار 67' · مازارييغوس 77' (ه.ذ.) | تقرير |           |

| العراق | 0–2   | إيطاليا                   |
| ------ | ----- | ------------------------- |
|        | تقرير | ريتسيتيلي 59' · ماورو 63' |

- قائمة الفريق:

- أحمد جاسم
- عدنان درجال
- حسن كمال
- غانم عريبي
- سمير شاكر
- حبيب جعفر
- يونس عبد علي
- أحمد راضي
- إسماعيل محمد
- حسين سعيد
- سعد قيس
- كريم سلمان
- كريم محمد علاوي
- باسل كوركيس
- ناطق هاشم
- مظفر جبار توفيق
- ليث حسين
- راضي شنيشل
- سلام هاشم
- عماد هاشم

- المدير الفني: عمو بابا